# Geolycosa gaerdesi
Geolycosa gaerdesi este o specie de păianjeni din genul Geolycosa, familia Lycosidae, descrisă de Roewer, 1960.
Este endemică în Namibia. Conform Catalogue of Life specia Geolycosa gaerdesi nu are subspecii cunoscute.